# Fernando Grillo
Fernando Grillo (* 20. Juli 1945 in Perugia; † 23. Juli 2013 ebenda) war ein italienischer Kontrabassist und Komponist.

## Leben und Wirken
Grillo studierte bis 1970 am Konservatorium von Perugia Kontrabass bei Corrado Penta und Cello bei Amedeo Baldovino und wurde dann Erster Kontrabassist im Orchestra da Camera di Perugia. Er profilierte sich erfolgreich als Interpret der Musik des 20. Jahrhunderts (u. a. komponierten Luciano Berio, Luigi Nono, Klaus Huber, Iancu Dumitrescu, Henri Pousseur und Iannis Xenakis Werke für ihn) und wurde Professor für Kontrabass an der Accademia Nazionale di Santa Cecilia in Rom. Von 1984 bis 1994 war er Dozent bei den Darmstädter Ferienkursen. Außerdem war er Präsident der Scuola Internazionale d'Alto Perfezionamento Musicale. Als Stipendiat des Deutschen Akademischen Austauschdienstes hielt er sich 1996 in Berlin auf.
1972 gründete Grillo mit Gianluca Petrucci (Flöte), Andrea Franceschelli (Oboe), Patrizio Bicini (Klarinette), Michèle Minne (Violine), Angelo Bartoletti (Viola), Christine Lacoste (Cello), Stefano Ragni (Klavier), Maria Grazia Bertocchi (Klavier und Cembalo), Piero Arcangeli (Schlagzeug) und Mario Pazzaglia (Bass und Erzähler) (und Grillo selbst am Kontrabass) das Ensemble Insieme Suono Creativo di Perugia. Er trat mit Orchestern und Ensembles wie dem Arditti Quartett, dem Ensemble Modern (Leitung: Bernhard Kontarsky), dem Ex Novo Ensemble (Leitung: Claudio Ambrosini), Gruppo Rinnovameno Musicale (Leitung: Antonello Neri), dem Hyperion Ensemble (Leitung: Iancu Dumitrescu), der London Sinfonietta (Leitung: Elgar Howarth), dem Gulbenkian Orchester (Leitung: Álvaro Salazar) und dem Rundfunk-Sinfonieorchester Saarbrücken auf. Weiterhin arbeitete er in Duo- oder Trioformationen mit Alide Maria Salvetta, Ciro Scarponi, Davide Riboli, Fiorella Pasotti, Galatea Ranzi, Giancarlo Cardini, Guido Arbonelli, Lucio Garau, Marco Andriolo, Mia Zabelka, Mircea Ardeleanu, Muriel Jaër, Rohan de Saram, Siegfried Palm, Stefano Fiuzzi, Stefano Ragni, Thilo Thomas Krigar, Torao Suzuki, Tullio Macoggi, Vadim Brodsky, Wolfgang Fuchs, Zdzisław Piernik und anderen zusammen.
1986 war Grillo neben Marcel Marceau Protagonist in Roberto Aguerres Film Elogia della pazzia. Besondere Aufmerksamkeit fand seine Zusammenarbeit mit Carmelo Bene: Mit diesem eröffnete er 2001 das Carmelo Bene Arte. Bei der Aufführung von dessen lyrischem Stück l mal de’ fiori 2004 auf dem Kapitol spielte er gemeinsam mit Davide Riboli seine eigene Komposition zu dem Werk. Seine CD Fluvine mit eigenen Kompositionen führte 2001 die Liste der meistverkauften CDs mit klassischer zeitgenössischer Musik in den USA und dem Vereinigten Königreich der Zeitschrift The Wire an. Karlheinz Stockhausen nannte ihn den „Buddha des Kontrabass“.
Im Juli 2013 kam Grillo, der zurückgezogen in Perugia lebte, bei einem Sturz aus dem Fenster seines Hauses ums Leben.